# Friedrich Feldmann (Politiker)
Friedrich Feldmann (* 30. Oktober 1871 in Hannover; † 19. September 1957 ebenda) war ein deutscher Glasarbeiter, Krankenkassen-Beamter, Senator, Bürgervorsteher, Mitglied des Hannoverschen Provinziallandtages und Parteifunktionär der Sozialdemokratischen Partei Deutschlands (SPD).

## Leben
Hineingeboren in die Gründerzeit des Deutschen Kaiserreichs, erlernte Friedrich Feldmann zunächst den Beruf des Glasarbeiters. 1889 trat er in die SPD ein, wo er mit August Bebel, dem Begründer der deutschen Sozialdemokratie, noch persönlich Kontakt hatte.
Während der Weimarer Republik war Friedrich Feldmann unter anderem als Erster Vorsitzender des SPD-Ortsvereins Hannover tätig. Er gehörte zu den Mitbegründern der Arbeiterwohlfahrt (AWO) in Hannover, wurde zum Ersten Vorsitzenden sowohl des Ortsvereins als auch des Bezirks Hannover gewählt sowie zum Ehrenvorsitzenden. Von Februar 1919 bis Dezember 1929 war Feldmann zudem Bürgervorsteher in Hannover, zeitweilig parallel dazu von 1920 bis 1933 Mitglied des Hannoverschen Provinziallandtages.
Im Jahr der Weltwirtschaftskrise wurde Feldmann am 20. Dezember 1929 zum ehrenamtlichen Senator Hannovers gewählt.
Im Jahr der Machtergreifung durch die Nationalsozialisten wurde Friedrich Feldmann bei den Kommunalwahlen am 12. März 1933 zwar erneut zum Bürgervorsteher gewählt, gut vier Wochen später – am 12. April 1933 – auch wieder zum Senator, dann jedoch zum Verzicht auf beide Ämter gezwungen.
Nach dem Zweiten Weltkrieg in der noch jungen Bundesrepublik Deutschland verfasste Friedrich Feldmann 1952 eine Geschichte des Ortsvereins Hannover der Sozialdemokratischen Partei Deutschlands vom Gründungsjahr 1864 bis 1933.
1953 wurde Friedrich Feldmann mit der Verleihung des Bundesverdienstkreuzes geehrt.

## Schriften
- Geschichte des Ortsvereins Hannover der Sozialdemokratischen Partei Deutschlands vom Gründungsjahr 1864 bis 1933, 1952[2]

## Feldmannhof
Mit der 1981 im hannoverschen Stadtteil Ledeburg angelegten Straße Feldmannhof ehrt die Landeshauptstadt Hannover seitdem den Bürgervorsteher, Senator und SPD-Chronisten posthum.